# Elena Funari
Elena Funari (Nápoles, 12 de abril de 1995) es una actriz y modelo italiana.

## Biografía
Elena Funari nació el 12 de abril de 1995 en Nápoles, en Campania (Italia), ella creció en Caserta y además del italiano, habla con fluidez inglés, francés y español.

## Carrera
Elena Funari estudió en la escuela secundaria lingüística, luego comenzó a trabajar como ilustradora. Tras la madurez lingüística, decide matricularse en la facultad de psicología de la Universidad IED de Roma, pero unos años más tarde abandona sus estudios para dedicarse a la interpretación, por lo que decide matricularse en el centro experimental de cinematografía de Roma. Nel 2018 si è formata in recitazione presso il teatro azione.
En 2016 inició su carrera como actriz con el cortometraje Ti proteggerò dirigido por Eugenio di Fraia. En 2018 protagonizó el cortometraje Al di là del buio. Al año siguiente, en 2019, participó en el comercial de Renault Clio. En el mismo año protagonizó la película Mollami dirigida por Matteo Gentiloni. En 2021 interpretó el papel de Maddalena en la película para televisión Carosello Carosone dirigida por Lucio Pellegrini. En el mismo año protagonizó la miniserie de Campari Framing Passion (en el papel de Alice) y la serie Il cacciatore. En el mismo año formó parte del elenco de la película Reefa dirigida por Jessica Kavana Dornbusch.
En 2021 y 2023 se unió al elenco de la serie Buongiorno, mamma!, en el papel de Francesca Borghi. y donde actuó junto a los actores Raoul Bova y Maria Chiara Giannetta. En 2022 interpretó el papel de Anna Gambardella en la serie Mina Settembre. En el mismo año interpretó el papel de Rebecca en la película Sotto il sole di Amalfi dirigida por Martina Pastori.

## Filmografía

### Cine
| Año  | Título                  | Personaje                | Director         |
| ---- | ----------------------- | ------------------------ | ---------------- |
| 2019 | Mollami                 |                          | Matteo Gentiloni |
| 2021 | Reefa                   | Jessica Kavana Dornbusch |                  |
| 2022 | Sotto il sole di Amalfi | Rebecca                  | Martina Pastori  |

### Televisión
| Año        | Título                  | Personaje        | Notas                                                |
| ---------- | ----------------------- | ---------------- | ---------------------------------------------------- |
| 2021       | Carosello Carosone      | Maddalena        | Película de televisión dirigida por Lucio Pellegrini |
| 2021       | Campari Framing Passion | Alice            | 2 episodios                                          |
| 2021       | Il cacciatore           |                  | 7 episodios                                          |
| 2021, 2023 | Buongiorno, mamma!      | Francesca Borghi | 24 episodios                                         |
| 2022       | Mina Settembre          | Anna Gambardella | 2 episodios                                          |

### Cortometrajes
| Año  | Título            | Director         |
| ---- | ----------------- | ---------------- |
| 2016 | Ti proteggerò     | Eugenio di Fraia |
| 2018 | Al di là del buio |                  |

## Teatro
| Año  | Título                              | Autor                | Director       |
| ---- | ----------------------------------- | -------------------- | -------------- |
| 2016 | Gretel - Un viaggio di solo ritorno |                      | Roberto Galano |
| 2019 | È un momento di calma               | Alessandra Fallucchi |                |
| 2019 | Mi amavi ancora                     | Stefano Artissunch   |                |

## Comerciales
| Año  | Título       |
| ---- | ------------ |
| 2019 | Renault Clio |